# Variations sur un thème de Robert Schumann (Clara Schumann)
Pour les articles homonymes, voir Variations sur un thème de Robert Schumann.
Les Variations sur un thème de Robert Schumann, Op. 20 est un cycle de thème et variations pour piano écrits par Clara Wieck-Schumann en 1853.

## Histoire
Clara Wieck-Schumann écrit ses Variations sur un thème de Robert Schumann, op. 20 en 1853. Elle crée l'œuvre le 27 mai 1854 devant Johannes Brahms. Cela lui a inspiré ses propres variations sur le même thème. Clara Wieck-Schumann dédie ses variations à son époux : «  pour mon cher mari, à l'occasion du 8 juin 1853, encore une fois un timide essai de sa vieille Clara ». Cette oeuvre est l'une des dernières compositions de Clara Wieck-Schumann.

## Structure
L'œuvre comprend, en plus du thème, sept variations :
- Thème, Ziemlich langsam
- Variation I
- Variation II
- Variation III
- Variation IV
- Variation V, Poco animato
- Variation VI
- Variation VII

## Analyse
Si les variations des opus 3, 8 et 9 cherchent à satisfaire le goût d'un public pour la virtuosité, l'écriture de ce thème et variations est beaucoup plus équilibré et contrôlé, explorant le thème de Robert Schumann en modifiant l'harmonie, le mouvement, l'articulation, la dynamique, les motifs rythmiques ou encore la sonorité du thème.

### Thème, Ziemlich langsam

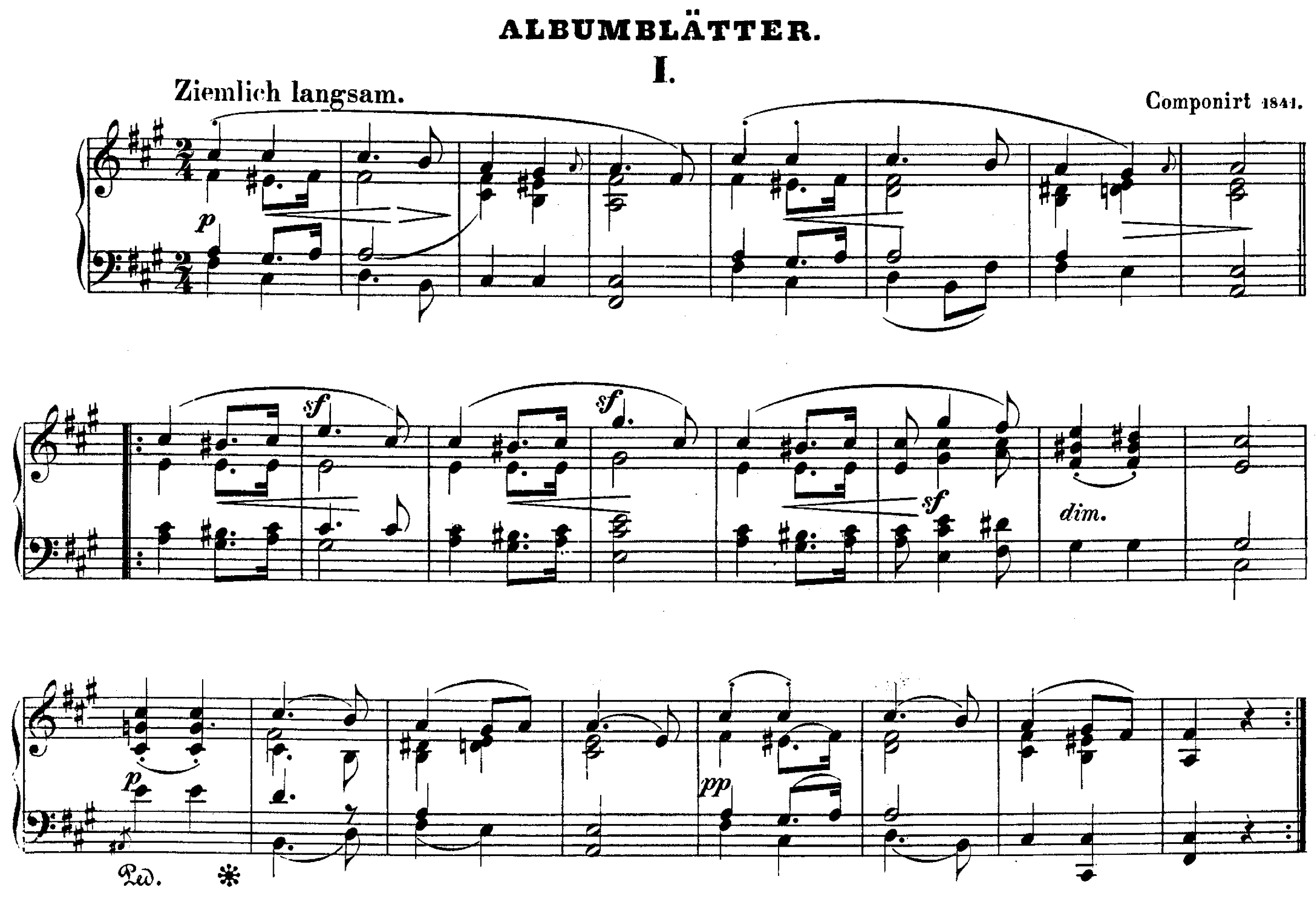
Thème

Le thème utilisé est le quatrième mouvement des Bunte Blätter (Feuillet Multicolore), Op. 99 de Robert Schumann. Les variations de Clara Wieck-Schumann commencent avec une reprise intégrale de la pièce de son mari avant de présenter sept variations. Le thème de Robert Schumann, d'abord en fa  mineur puis en la majeur, reste clair à travers les variations, de même que son caractère.

### Variation I
La première variation est caractérisée par son mouvement en triolet de croches à la basse avec le thème clairement défini dans le registre supérieur. Dans les dernières mesures, les triolets s'intègrent au thème, venant le perturber.

### Variation II
La deuxième variation, en staccato de double croches crée un sentiment de mouvement en avant. Le thème y est plus difficilement discernable, éclaté entre la main gauche et la main droite, jusqu'au dernière mesures où il reprend sa place clairement définie à la main droite. La difficulté technique de cette variation donne un aperçu de la technique pianistique que possédait Clara Schumann.

### Variation III
La troisième variation voit un retour au caractère du thème initial avec un mouvement lent, mais dans une tonalité brumeuse de fa  majeur.

### Variation IV
La quatrième variation repart avec plus d'entrain dans un mouvement brillant de triolets de doubles croches à la main droite qui se superpose au thème joué à la main gauche.

### Variation V
La cinquième variation est plus animée avec un jeu d'octaves à la main gauche pendant que le thème est joué en accords plaqués.

### Variation VI
La sixième variation retourne une fois de plus au tempo initial avec un thème joué en canon. On y voit un aperçu du sens harmonique de Clara Schumann.

### Variation VII
La septième variation fait usage d'accords arpégés pour exprimer le thème de façon délicate jusqu'à la coda finale qui plonge dans le silence avec de doux arpèges. La septième variation fait cependant un rappel des six variations précédentes. La Coda combine en même temps le thème de son mari avec celui de sa Romance variée op. 3, publiée en 1833 et dédiée à son époux. Les deux thèmes seront également associés dans les Variations op. 9 de Johannes Brahms qu'il compose comme un hommage au couple.

## Sources